# ロッサーノ・ヴェーネト
ロッサーノ・ヴェーネト（伊: Rossano Veneto）は、イタリア共和国ヴェネト州ヴィチェンツァ県にある、人口約8,200人の基礎自治体（コムーネ）。

## 地理

### 位置・広がり

#### 隣接コムーネ
隣接するコムーネは以下の通り。括弧内のPDはパドヴァ県、TVはトレヴィーゾ県所属を示す。
- カッソーラ
- チッタデッラ (PD)
- ガッリエーラ・ヴェーネタ (PD)
- ローリア (TV)
- ロザ
- サン・マルティーノ・ディ・ルーパリ (PD)
- テッツェ・スル・ブレンタ

### 気候分類・地震分類
気候分類では、zona E, 2366 GGに分類される。
また、イタリアの地震リスク階級 (it) では、zona 2 (sismicità media) に分類される。